# Saint-Just-le-Martel
Saint-Just-le-Martel is een gemeente in het Franse departement Haute-Vienne (regio Nouvelle-Aquitaine) en telt 1959 inwoners (1999). De plaats maakt deel uit van het arrondissement Limoges.

## Geografie
De oppervlakte van Saint-Just-le-Martel bedraagt 31,5 km², de bevolkingsdichtheid is 62,2 inwoners per km².
De onderstaande kaart toont de ligging van Saint-Just-le-Martel met de belangrijkste infrastructuur en aangrenzende gemeenten.

## Demografie
Onderstaande figuur toont het verloop van het inwonertal (bron: INSEE-tellingen).